# AWAKE (WANDSのアルバム)
『AWAKE』（アウェイク）はWANDSの5枚目のオリジナルアルバム。

## 内容
WANDSにとって、前作『PIECE OF MY SOUL』から4年ぶりのオリジナルアルバムであり、第3期WANDSにとっての最初で最後のオリジナルアルバム。
売上は2.6万枚（オリコン）と前作より大きく売上を下げ、オリジナル、ベストを通してアルバムでは初の10万枚割れとなった｡
当初、公式では6thアルバムという扱いになっており、｢BEST OF WANDS VIDEO HISTORY｣などでも、その様に表記されていた｡しかし2019年のグループ再始動後より、｢SINGLES COLLECTION+6｣がナンバリングから外された為、現在の5thアルバムという扱いになった｡
2000年のWANDS解体から12年の時を経て、2012年に和久二郎が本名の松元治郎名義でソロシンガーとして再始動、本作のデッドストックである「彼方に浮かぶ月」が1stミニアルバム『Reverb』に収録された。また同年12月2日に開催された初ワンマンライブ「松元治郎 1st LIVE」及び2016年3月13日に開催されたワンマンライブ「松元治郎 2nd LIVE」でも、本作から数曲が披露された。

## 制作
1997年9月の第3期WANDS始動から丸2年をかけて、ようやく本作がリリースされた。リリースまでに時間が掛かった理由としては、当時のラジオで「一人一人の音楽の方向性を理解し合ってからWANDSの曲を制作していたため、時間が掛かった」ことと「メンバー3人が納得の行く形で出したかったから」と述べている。そのため、公式サイトでは、本作を「3人で出す初のアルバムということもあり、どうしても100％納得のいく、個々のベストを全て出し切ったものに仕上げたい。そんな思いを込めて“WANDSサウンド”をとことん突き詰めた作品。」と紹介している。

## 楽曲
シングル収録曲以外はメンバーそれぞれが作詞を手がけており、デモテープは100曲近くあったため、そこから選び直すのが大変だったと語っている。また、WANDSとして何を残すかということをメンバーでよく話し合い、1･2期WANDSはメロディーの良さが全面に出ていると感じ、「メロディーの良さを大切にするのがWANDS」と考え、その点に注意して選曲を行ったと語っている。本作の印象として、杉元は「WANDSとして残すべきところと僕たち3人で何ができるか?ってその答えが詰まったアルバム」、木村は「WANDSと言うグループで、3人がちゃんと出せる場を作ることを大事にした」と語っている。

## 批評
| 専門評論家によるレビュー | 専門評論家によるレビュー |
| レビュー・スコア         | レビュー・スコア         |
| 出典                     | 評価                     |
| ------------------------ | ------------------------ |
| CDジャーナル             | 肯定的                   |

CDジャーナルは、「相変わらず、メロディアスでポップで、疾走感のあるポジティヴな世界。」と批評した上で、「キャッチーなメロディとハードなサウンドが一体となり広くアピールする作品だ。」肯定的に評価している。

## 収録曲
- （⭐︎）は、「松元治郎 1st LIVE」で披露された楽曲[1]。
- （※）は、「松元治郎 2nd LIVE」で披露された楽曲[2]。

| 全編曲: WANDS（except M-12 編曲：池田大介）。 |                                                 |           |                    |       |
| #                                             | タイトル                                        | 作詞      | 作曲               | 時間  |
| 1.                                            | 「AWAKE（⭐︎）」                                 | 木村真也  | 杉元一生           | 3:30  |
| 2.                                            | 「Brand New Love（⭐︎※）」                       | 坂井泉水  | 綿貫正顕           | 5:04  |
| 3.                                            | 「雲が流れる方へ（⭐︎）」                        | 杉元一生  | 杉元一生・木村真也 | 4:17  |
| 4.                                            | 「With you 〜living in my heart〜」             | 木村真也  | 木村真也           | 4:57  |
| 5.                                            | 「SILENCE」                                     | 和久二郎  | 木村真也           | 3:42  |
| 6.                                            | 「「今日、ナニカノハズミデ生きている」（⭐︎※）」 | AZUKI七   | 三好誠             | 3:42  |
| 7.                                            | 「BLACK or WHITE」                              | 杉元一生  | 木村真也           | 4:04  |
| 8.                                            | 「Time washed away」                            | 和久二郎  | 木村真也           | 2:22  |
| 9.                                            | 「明日もし君が壊れても（※）」                   | 坂井泉水  | 大野愛果           | 4:16  |
| 10.                                           | 「Still in love（⭐︎）」                         | 木村真也  | 杉元一生・木村真也 | 3:30  |
| 11.                                           | 「Please tell me Jesus（※）」                   | 和久二郎  | 宇徳敬子           | 3:49  |
| 12.                                           | 「錆びついたマシンガンで今を撃ち抜こう（※）」   | 小松未歩  | 小松未歩           | 4:42  |
| 13.                                           | 「Where there's a will…」                       | 和久二郎  | 木村真也           | 3:36  |
| 合計時間:                                     | 合計時間:                                       | 合計時間: | 合計時間:          | 51:31 |

## 楽曲解説
- シングル収録曲の詳細は、各項目を参照。

1. AWAKE
  - ミズノ“INTERNATIONAL”CMイメージソング。第3期では唯一となるテレビ出演で披露された楽曲でもある｡
  - このアルバムの表題曲でもあり、曲名は「3人で何ができるか?」っていう所で探し、「昨日とは違う自分」みたいな、そう言う「目の覚める感じ」って言うのを出したかったと考え、アルバムタイトルにもしたと杉元が語っている[7][出典無効]。また、間奏部分の英語の台詞は、杉元が担当している[9]。
  - 当時、生ドラム版やポップ版の様々なアレンジのバージョンがあった[10]。
  - ｢BEST OF WANDS VIDEO HISTORY｣にPVが収録されている｡
2. Brand New Love
  - 13thシングル。
3. 雲が流れる方へ
  - 自分探しについて歌ったバラード曲。作詞を手がけた杉元自身大事な作品だと語っており[11]、その歌詞に関しては、元々は違う曲用に書き始めたものだったと述べている[10]。
  - ライブでは、後に杉元が自身のバンドCANDYMAN、また個人のライブにてセルフカバー。また、和久も「松元治郎 1st LIVE」にて初披露した[1]。
4. With you 〜living in my heart〜
  - 歌詞は、亡くなった人を想った内容となっている。
5. SILENCE
6. 「今日、ナニカノハズミデ生きている」
  - 15thシングル。
7. BLACK or WHITE
  - 歌詞は、モラトリアムについて歌った内容となっている。
8. Time washed away
  - シンセサイザーとストリングスを主体としたバラード曲で、2分22秒とアルバムの中で最も短い。歌詞は、かつての恋人を回想する内容となっている。
9. 明日もし君が壊れても
  - 14thシングル。
10. Still in love
  - 木村・杉元による共作であり、木村が曲作りに飽きて気分転換に杉元の家に行った時に、メロディーは杉元と一緒に作ったと語っている[7][出典無効]。歌詞は、恋人の心変わりについて歌った内容となっている。
11. Please tell me Jesus
  - デモの段階ではバラード曲だったが[12]、アレンジによって劇的にロックバージョンに変わったと杉元が述べている[13]。
  - このことに関しては、アルバム制作の終わりの段階に近づいた時にノリノリの曲が欲しいと考え、本曲のメロディーが良かったため、バラードからノリのいい曲に仕上げてみたと木村が当時のラジオで語っていた[14][出典無効]。また、木村は本曲の印象としては、「とりあえずちょっとプログレ的な"イッチャッタ"感じなんですよね。」と語っている[14][出典無効]。
12. 錆びついたマシンガンで今を撃ち抜こう
  - 12thシングル。シングルバージョンと若干ミックスを変更させている。
13. Where there's a will…
  - 歌詞は、旅立ちについて歌っている。
  - ライブでは未演奏だが、「松元治郎 1st LIVE」のゲストだったStrings Quartetによるストリングスインストとして披露されたことがある[1]。

## 参加ミュージシャン

### WANDS
- Vocal：和久二郎
- Guitar：杉元一生
- Keyboards：木村真也

### ゲストミュージシャン
| Brand New Love - Guitar：綿貫正顕 - Keyboards：小野塚晃 (from DIMENSION) - Chorus：生沢佑一, 川島だりあ, 大田紳一郎, 高原由妃, 伊藤強 - Rap：大島康祐, 佐々木美和 - Voice：坂井泉水 With you 〜living in my heart〜 - Bass：渡辺直樹 - Drums：黒瀬蛙一 「今日、ナニカノハズミデ生きている」 - Chorus：高原由妃 BLACK or WHITE - Chorus：高原由妃 | 明日もし君が壊れても - Chorus：川島だりあ Still in love - Drums：黒瀬蛙一 Please tell me Jesus - Bass：柴田直人 - Drums：黒瀬蛙一 - Chorus：大田紳一郎, 高原由妃, B.B.IKKIES 錆びついたマシンガンで今を撃ち抜こう - Guitar：鈴木英俊 - Synthesizer：池田大介 Where there's a will… - Violin：馬江尚子 - Cello：西谷牧人 |